# Hotel Casa del Mar
El Hotel Casa del Mar es un histórico hotel de lujo ubicado en la playa de Santa Mónica, California. Es propiedad y está operado por Edward Thomas Collection of Hotels (ETC Hotels).

## Historia
El edificio fue construido por los hermanos EA "Jack" Harter y TD "Til" Harter, haciendo negocios como H & H Holding Company, a un costo de $ 2 millones. Abrió como Club Casa del Mar, un club de playa privado, el 1 de mayo de 1926. Diseñado por el arquitecto de Los Ángeles Charles F. Plummer para reflejar una estética del Renacimiento italiano, los días de gloria del hotel se extendieron entre 1926 y 1941, cuando se convirtió en uno de los clubes de playa más exitosos del sur de California, popular entre la alta sociedad y las celebridades de Hollywood. En 1941, la Marina de los EE. UU. se hizo cargo del edificio y lo utilizó para soldados alistados durante la Segunda Guerra Mundial. En 1960, el hotel fue cerrado. En 1967, Charles E. Dederich reabrió el edificio como la Fundación Synanon, un programa de rehabilitación de drogas. En 1978, Nathan Pritikin convirtió el edificio en el Pritikin Longevity Center, un centro de salud y nutrición que cerró en 1997.
Edward Thomas Hospitality Corporation, propietaria del Shutters on the Beach Hotel adyacente, adquirió la propiedad en noviembre de 1997 y gastó más de $50 millones en restaurarla y convertirla en un hotel de lujo. Las firmas de arquitectura HLW International y Thomson Design Associates trabajaron para preservar el interior y el exterior del edificio de siete pisos, reviviendo el estilo europeo original del hotel de la década de 1920. Reabrió como Hotel Casa del Mar en octubre de 1999.
En febrero de 2008, el diseñador Darrell Schmitt completó una remodelación multimillonaria de las 129 habitaciones y suites, agregando nuevos muebles, obras de arte, televisores de pantalla plana, ventanas, papel tapiz, espejos y cortinas. La revista Los Ángeles dijo que la renovación había restaurado el hotel "a su gloria Gatsbyesca".
En 2014, el diseñador Michael S. Smith rediseñó el vestíbulo del hotel, introduciendo áreas de descanso estilo cabaña a rayas en el vestíbulo y obras de arte con temas de la costa, entre otras adiciones. Durante el rediseño de dos meses, se instaló una gran instalación temporal de arte callejero en el vestíbulo. La obra de arte, titulada Absinthe and The Elephants, fue creada por el artista callejero local Jules Muck, y sirvió como camuflaje para el área del bar central del lobby durante las renovaciones.
Está en el Registro Nacional de Lugares Históricos.

## Diseño y comodidades
Tiene 129 habitaciones, una escalera doble curva, un techo artesonado alto, pisos de mosaico y candelabros de cobre resplandecientes sobre pilares de caoba en el vestíbulo. También cuenta con un spa que ofrece masajes y un gimnasio. El salón de baile Colonnade, con ventanas del piso al techo que dan al océano, tiene capacidad para 270 invitados. El vestíbulo y la piscina dan al Océano Pacífico.
En junio de 2015 presentó un nuevo programa de manejo del estrés para huéspedes y otros grupos, Automatic Integrative Relaxation Response, diseñado por el experto en manejo del estrés John Sahakian. El programa incluye yoga, mindfulness y ejercicios de respiración.

## Comida
Uno de los restaurantes, Catch Restaurant and Wine Bar, ofrece un menú de mariscos y vistas al mar. En 2014, Michael S. Smith rediseñó el nuevo restaurante del hotel, Terrazza Lounge, que tiene un menú y un estilo inspirados en la costa italiana, con ventanas del piso al techo con vista al océano.